# Caldogno (famiglia)

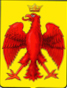
Stemma della famiglia Caldogno

I Caldogno furono una famiglia nobile vicentina legata al comune di Caldogno nella provincia di Vicenza. Nell'apice del loro splendore possedettero proprietà situate ben oltre i confini dell'odierno comune, però la famiglia nasce e si sviluppa nel contesto di questa municipalità.

## Storia

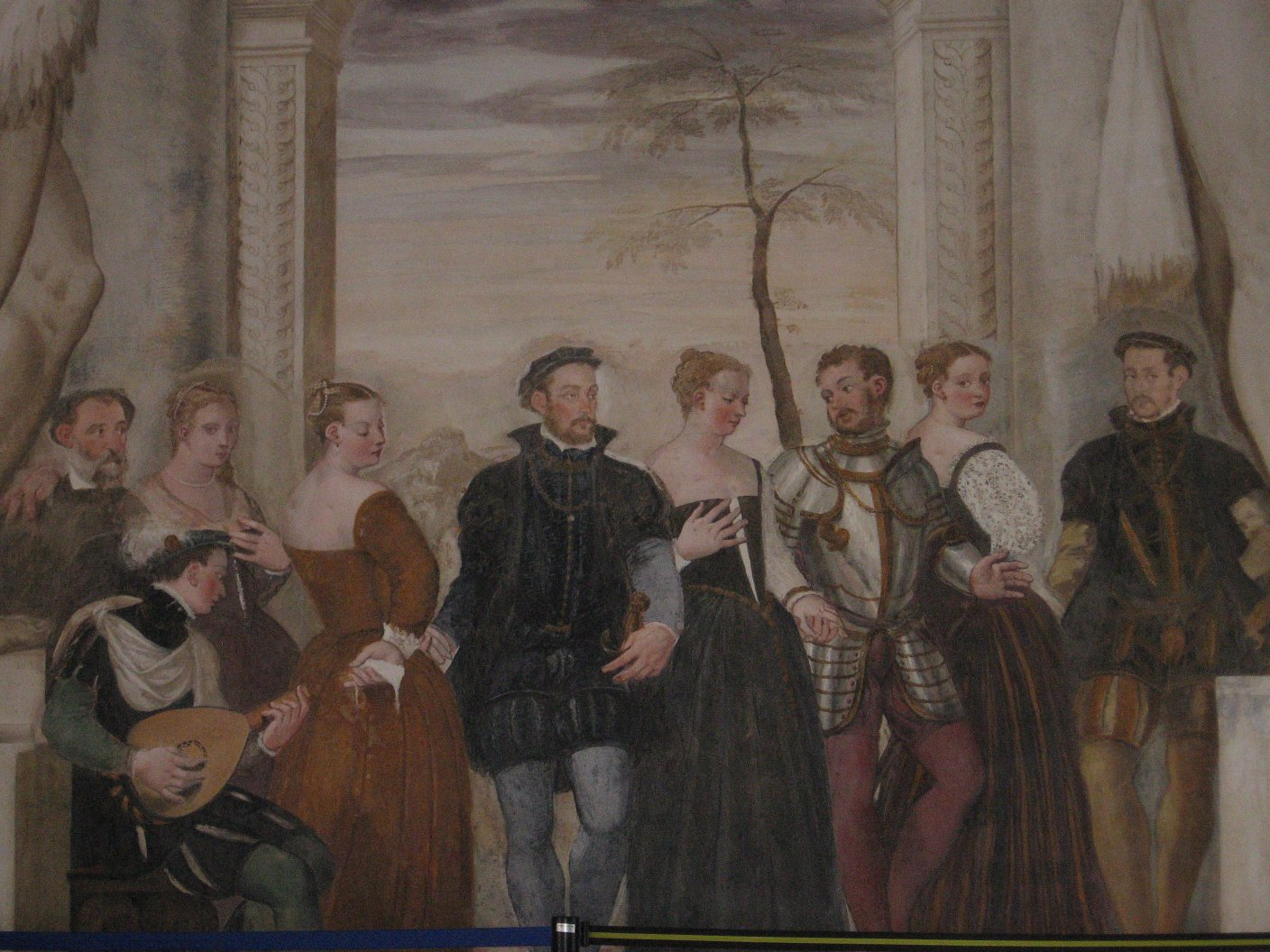
Affreschi del salone di Villa Caldogno che ritraggono vari membri della famiglia, dipinti da Giovanni Antonio Fasolo prima del 1570.

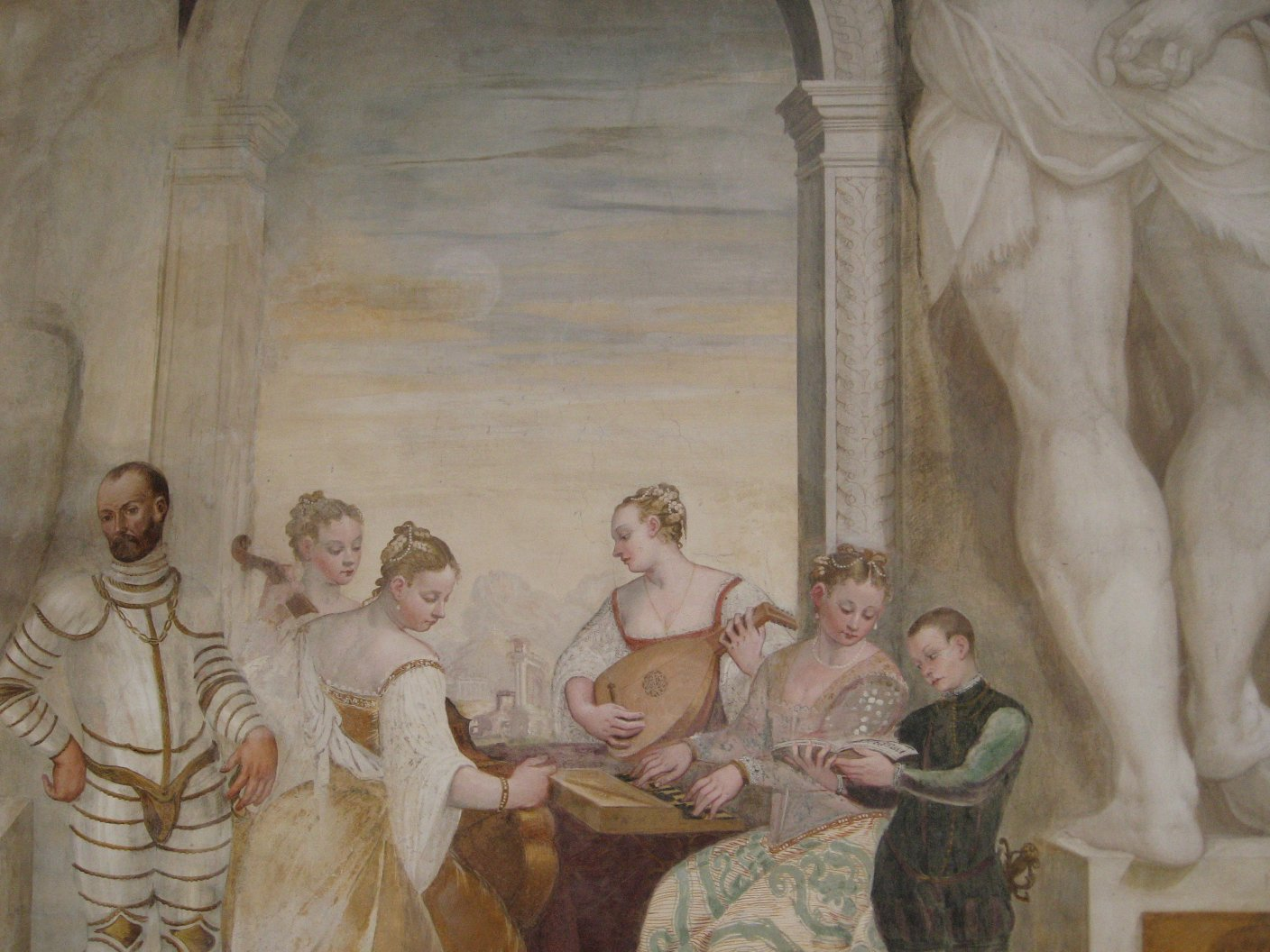
Affreschi del salone di Villa Caldogno che ritraggono vari membri della famiglia: Il concertino, di Giovanni Antonio Fasolo (prima del 1570).

La prima investitura è fatta risalire a poco dopo l'anno mille per essere poi riconfermata da numerosi imperatori. Sui primi due diplomi imperiali è sempre stata fatta vacillare l'autenticità dagli storici, soprattutto il secondo, quello di Ludovico il Bavaro del 1330 che sembra sia stato creato tra il Cinquecento e il Seicento per giustificare i privilegi e elevare il prestigio delle origini.
Studi più recenti affermano che gli atti imperiali di investitura erano dei falsi, redatti dagli stessi Caldogno in un'epoca posteriore. La fortuna di questa famiglia comincerebbe quindi solamente verso la fine del XIII secolo, e sarebbe dovuta prevalentemente a prestiti di denaro, "speculazioni a danno di membri deboli della stessa famiglia [dei Caldogno]" e ad alleanze in chiave anti ezzeliniana. E infatti, proprio con la sconfitta del tiranno Ezzelino III da Romano nel 1259, la fortuna dei Caldogno inizia a crescere, sfruttando la posizione di potere politico acquisita nel frattempo.
Dalle cronache, il primo Caldogno a essere citato è Villanello Caldogno, che nel 1176 era uno dei consiglieri del Pretore di Vicenza e nel 1190 fu eletto console della città.
Il membro della famiglia Caldogno che ricevette le più alte onorificenze dagli imperatori fu Calderico Caldogno, consigliere militare di Federico Barbarossa e suo compagno d'armi nella guerra contro Milano e le truppe papali. Calderico fu ferito in battaglia nel 1183 e per questo nominato cavaliere aureato e conte palatino, confermato di tutti i possessi e i privilegi. Gli fu concesso in quella occasione di adottare lo stemma dell'aquila imperiale nera su campo rosso lasciando per un ramo laterale della famiglia quella rossa su scudo d'argento. L'aquila dei Caldogno costituisce ancora oggi lo stemma araldico del Comune.
La partecipazione alla vita pubblica dei membri della famiglia non sembra essere mai stata molto intensa dal momento che la residenza ordinaria era a Vicenza e la famiglia trascorreva in paese solo i periodi di vacanza, lasciando curare gli interessi a un procuratore che veniva nominato ufficialmente in presenza di un notaio e incaricato di riscuotere gli affitti e trattare gli affari.

### Membri della famiglia
La famiglia si suddivise presto in diversi rami, molti componenti si trasferirono a Vicenza e altrettanti divennero famosi in campo giuridico. Un certo Francesco Caldogno si trasferì a Chiuppano stabilendo però nel suo testamento l'inizio della consuetudine presente anche a Villaverla del "pan dei morti", cioè la distribuzione ai poveri del pane il giorno 2 novembre.
Nel 1685 morì un altro membro della famiglia, un certo Giovanni Battista il cui busto e lapide sono presenti nella sacrestia vecchia di Caldogno:
(Epigrafe vicino al busto nella sacrestia vecchia)
Altri membri rilevanti furono:
- Angelo Caldogno, giureconsulto e podestà di Schio nel 1508
- Girolamo Caldogno, capitano di ventura agli ordini di Carlo V
- Guglielmo Caldogno; nel 1261 era fra i venti giovani e i quattro anziani scelti dal podestà di Vicenza per testimoniare quali fossero i confini del suburbio della città in caso di controversie con comuni limitrofi[1].

### Possedimenti

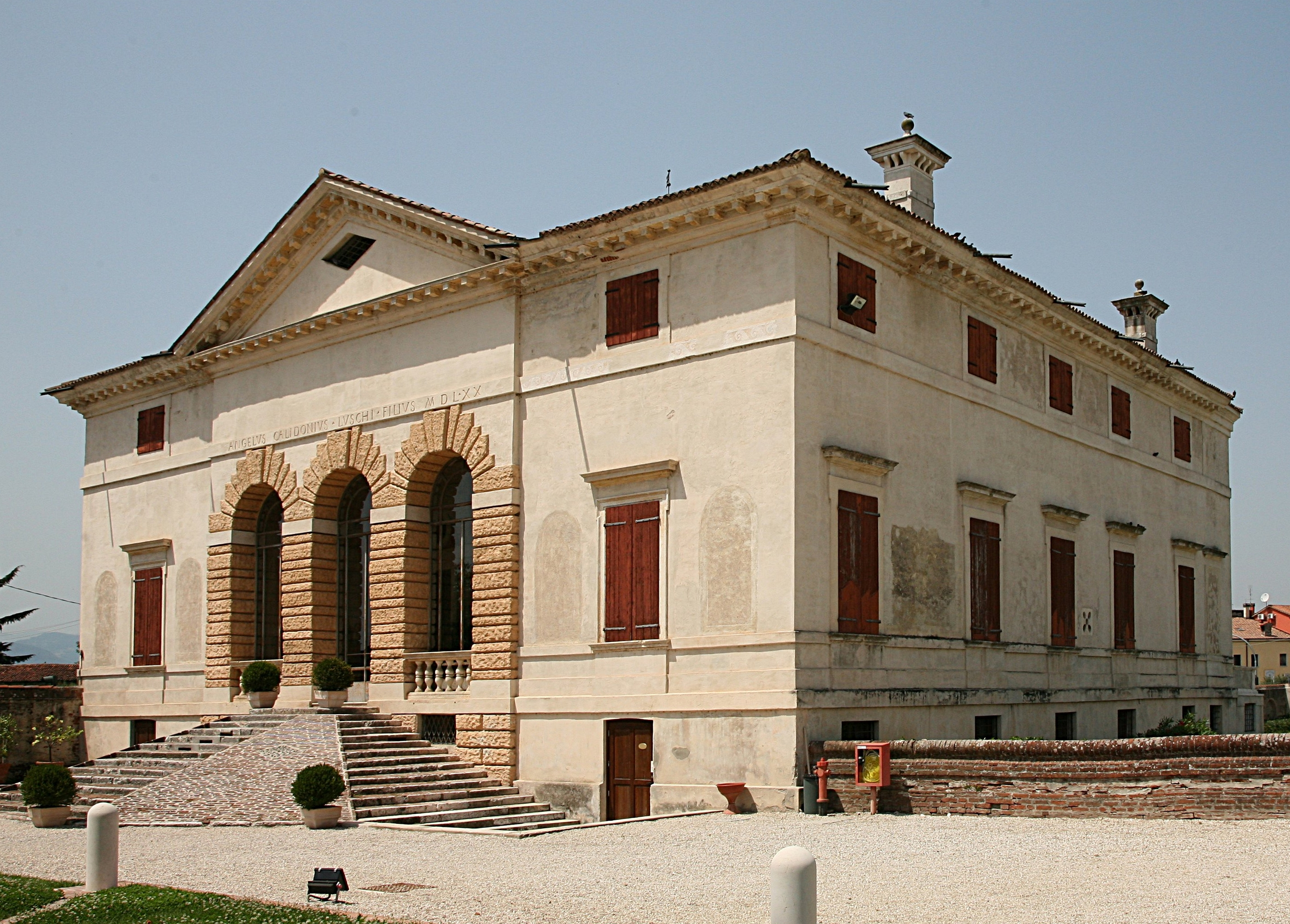
Villa Caldogno Nordera, il principale possedimento della famiglia e principale villa del paese omonimo, progettata dall'architetto Andrea Palladio

Per vari secoli i Caldogno possedettero gran parte del suolo comunale e la loro prima residenza sembra essere stata l'attuale villa Todescato, sorta sui resti del castello di Caldogno, la cui origine, anche se dai documenti non viene segnalata, risulta essere precedente all'invasione longobarda del 569. Tale villa appartenne alla famiglia almeno dal 1100 al 1700.
Le proprietà della famiglia subirono molte modifiche, sia in chiave espansiva che non. Nel 1225 Olderico Caldogno compra il castello di Isola Vicentina con tutto il contado. Tale proprietà dura poco perché nel 1306 era già stato investito Marcabruno di Vivaro come feudatario vescovile di Isola.
Il conte Angelo Caldogno fece diversi acquisti nel 1644, 1645, 1647 e 1659.
Un atto del 1785 descrive come i possedimenti non erano limitati a Caldogno e Capovilla, ma si estendevano anche in alcuni appezzamenti a San Pietro in Gù, in provincia di Padova, che erano affittati a Domenico Quadri e Giovanni Casarotto.

## Architetture
Ville

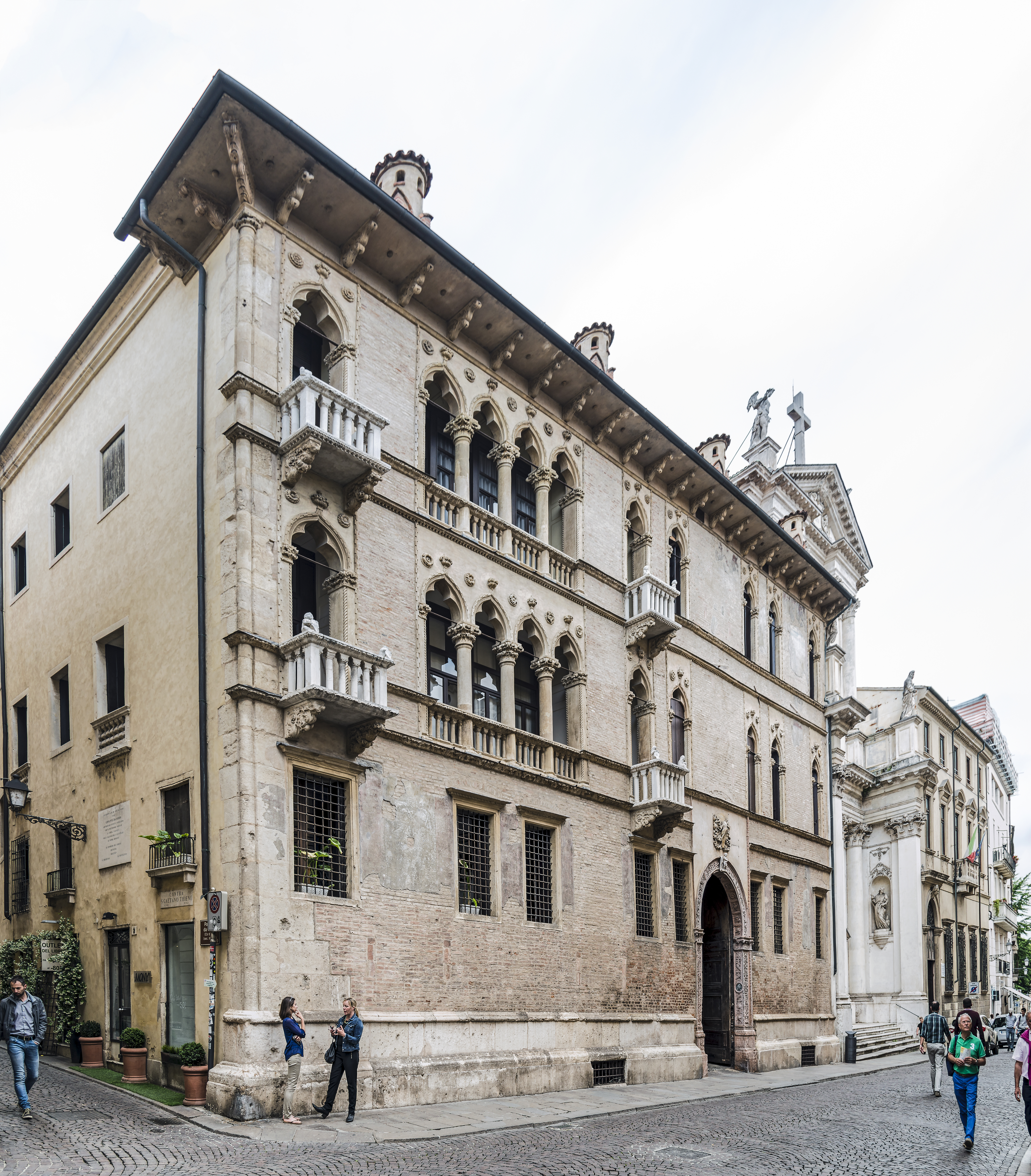
Vicenza, Ca' d'Oro o palazzo Caldogno Dal Toso Franceschini da Schio.

- Villa Todescato, a Caldogno, prima residenza della famiglia.[8]
- Villa Caldogno, a Caldogno, progettata da Andrea Palladio nel 1542 per Losco Caldogno, completata dal figlio Angelo Caldogno nel 1570.

Palazzi di Vicenza
- Palazzo Caldogno Dal Toso Franceschini da Schio detto Ca' d'Oro, in corso Palladio. Eretto nel Trecento dalla famiglia Caldogno.
- Palazzo Caldogno Tecchio, poi sede della Camera di commercio, in corso Fogazzaro
- Palazzo Caldogno Curti, in contrà Riale
- Case Caldogno, demolite, sull'area in cui oggi insiste il Palazzo Loschi Zileri Dal Verme, in corso Palladio.